# Haxhi Lleshi
Haxhi Lleshi (19. oktober 1913 - 1. januar 1998 (84 år)) var en albansk militærleder og kommunistisk politiker, der var formand for Albaniens Folkeforsamlings præsidium og dermed statsoverhoved for den Socialistiske Folkerepublik Albanien fra 1953 til 1982.

## Biografi
Lleshi var indenrigsminister i den provisoriske kommunistiske regering fra 1944 til 1946. Den 1. august 1953 blev han formand for Albaniens Folkeforsamlings præsidium og dermed statsoverhoved for den Socialistiske Folkerepublik Albanien indtil den 22. november 1982, hvor han blev afløst af Ramiz Alia.
I juni 1996 blev han idømt livsvarigt fængsel for "folkemord og forbrydelser mod menneskeheden" begået under det kommunistiske regime. Han blev dog løsladt mod kaution allerede i juli samme år.